# Le rendez-vous n'a pas eu lieu, mais…
Le rendez-vous n’a pas eu lieu, mais… (en russe : Svidanie khotia i sostoialos, no) est une nouvelle d’Anton Tchekhov, parue en 1882.

## Historique
Le rendez-vous n’a pas eu lieu, mais… est initialement publié dans la revue russe Moscou, no 17, du 7 mai 1882, sous le pseudonyme d’Antocha Tchekhonte.

## Résumé
Gvozdiov, étudiant en médecine, rentre dans son logis après un examen. Sa logeuse lui remet une lettre, c’est Sonia qui lui donne rendez vous ce soir, à huit heures. Il est fou de bonheur. Pour faire passer le temps, il envoie la cuisinière prendre de la bière.
Quand il arrive saoul au rendez-vous, il ne reconnaît pas Sonia et s’endort rapidement malgré les cris et coups de la jeune fille.
Il lui écrit le lendemain, s’excusant de ne pas être venu au rendez-vous : il était malade et sollicite de la voir ce soir. Elle lui répond que tout est fini entre eux, puisqu'il lui préfère la bière.

## Édition française
- Le rendez-vous n’a pas eu lieu, mais…, traduit par Madeleine Durand avec la collaboration d’E. Lotar, Vladimir Pozner et André Radiguet, dans le volume Premières nouvelles, Paris, 10/18, coll. « Domaine étranger » no 3719, 2004  (ISBN 2-264-03973-6)